# MV Selendang Ayu
El MV Selendang Ayu, número OMI: 9145528, fue un buque de carga a granel tipo Panamax registrado en Malasia y fletado por el Grupo IMC. Encalló frente a la isla Unalaska, en las islas Aleutianas del oeste de Alaska, el 8 de diciembre de 2004, después de que su motor fallara. Seis miembros de la tripulación murieron cuando un helicóptero de rescate fue engullido por una ola rompiente; el barco se partió en dos, lo que provocó un gran derrame de petróleo.

## Hundimiento

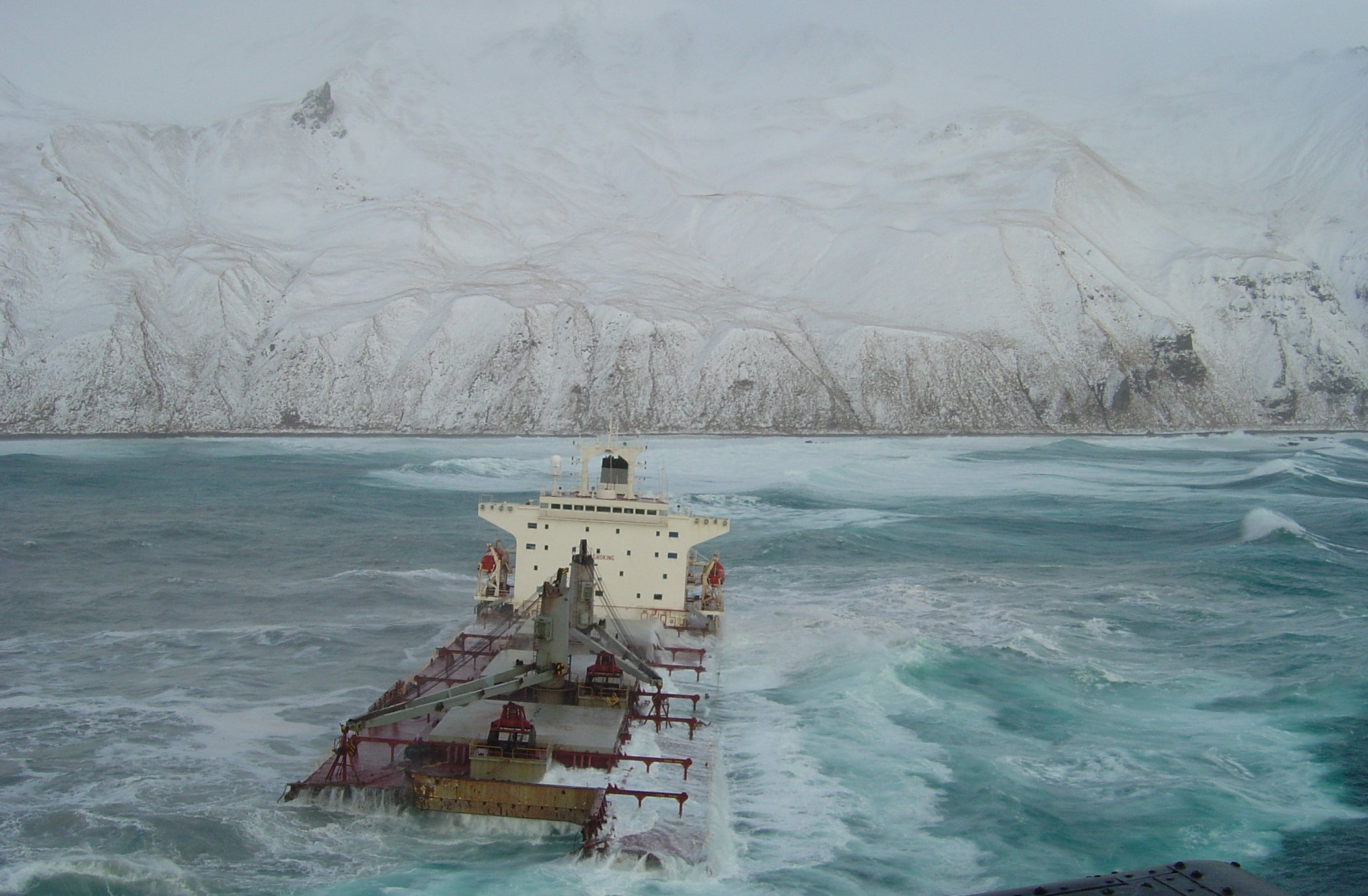
El Ayu Selendang naufragado frente a la isla Unalaska.

El 28 de noviembre de 2004, el Selendang Ayu partió de Seattle, Washington, con destino a Xiamen, China. A bordo había un cargamento de 60.200 toneladas (66.400 toneladas) de soja, junto con 1.000 toneladas (1.100 toneladas) de fueloil. La llegada a China estaba prevista para el 17 de diciembre, pero el barco navegaba a velocidad reducida debido a los fuertes vientos y el mar embravecido.
Después de que el barco hubiera atravesado el paso de Unimak, el motor del barco comenzó a funcionar mal y se apagó, alrededor del mediodía del 6 de diciembre. En ese momento, el barco se encontraba a 46 millas (74 km) al noroeste de la isla de Bogoslof y a unas 100 millas (160 km) de Dutch Harbor, el puerto más cercano. Se descubrió que la causa de la falla del motor era una grieta en el revestimiento del cilindro n.º 3 y los ingenieros del barco decidieron aislar ese cilindro, reiniciar el motor usando los cinco cilindros restantes y navegar hasta Dutch Harbor, donde se podría reparar el cilindro defectuoso. A las 21:00, el cilindro n.º 3 había sido aislado, pero el motor no se pudo reiniciar. En ese momento, el viento era de fuerza Beaufort 8 , del noroeste, y el barco se dirigía hacia la tierra a aproximadamente 1,6 nudos (3,0 km/h; 1,8 mph).
A la mañana siguiente, se descubrió que cuatro de los cilindros del motor también tenían anillos de pistón agrietados. Se decidió reemplazar el peor de ellos y hacer otro intento de reiniciar el motor. Para entonces, la velocidad sostenida del viento era de alrededor de 30 nudos (56 km/h; 35 mph) y el barco se desplazaba a 1,8 nudos (3,3 km/h; 2,1 mph) en mares de 15 pies (4,6 m).
A las 11:00, el guardacostas estadounidense Alex Haley llegó al lugar y se quedó esperando. La culata del cilindro n.º 6, que pesaba 1500 kg, fue retirada y amarrada a la cubierta, pero el empeoramiento del tiempo y el balanceo del barco impidieron que se realizaran más trabajos en el motor durante las siguientes 18 horas. Se transfirió combustible a los tanques interiores para reducir la probabilidad de un derrame si el barco encallaba. Durante la tarde, el barco pasó a la deriva por la isla de Bogoslof a una distancia de alrededor de 4,8 km. El remolcador oceánico Sidney Foss llegó después del atardecer a las 18:30 y se le ató una cuerda. Sin embargo, con vientos ahora de 45 a 55 nudos (83 a 102 km/h; 52 a 63 mph) y olas de 7,6 m, el remolcador solo pudo frenar la deriva del buque.
Un segundo remolcador, el James Dunlap, fue contratado en Dutch Harbor, con la intención de sujetarlo a la popa del Selendang Ayu para que pudiera girarse hacia el viento, lo que le permitiría ser remolcado lejos de la isla de Unalaska. Sin embargo, poco después de la llegada de James Dunlap, el cabo de remolque del Sidney Foss se partió a las 07:30 del 8 de diciembre y el clima hizo imposible restablecer el remolque. A las 11:15, el barco pasó a aguas lo suficientemente poco profundas como para poder usar sus anclas. Se echó un ancla y esto detuvo el barco durante aproximadamente una hora, hasta que el viento empeoró y el barco comenzó a derivar hacia la costa nuevamente. El ancla de estribor no se pudo bajar porque el ancla de babor se había enrollado alrededor de la proa del barco. El Alex Haley intentó colocar un cabo de remolque para girar el barco y permitir que se cayera el segundo ancla, pero esto también falló.

## Impacto
El barco transportaba una cantidad significativa de combustible, por lo que se temía que Selendang Ayu pudiera crear el peor derrame de petróleo en Alaska desde el Exxon Valdez. Un tanque que contenía 40.131 galones estadounidenses (151.910 L) de combustible se rompió cuando el barco se partió. Se estima que 424.000 galones estadounidenses (1.610.000 L) de fueloil bunker C pesado y 18.000 galones estadounidenses (68.000 L) de combustible diésel estaban a bordo cuando encalló. En última instancia, se derramaron 350.000 galones estadounidenses (1.300.000 L) de fueloil y diésel, lo que supone aproximadamente el 2,9% del volumen de crudo derramado del Exxon Valdez. La tripulación había transferido los tanques internos de combustible cuando el barco se hundió, y se apagaron los calentadores para que el combustible se espesara en las aguas frías. Sin embargo, los funcionarios ambientales estiman que hasta 1,28 millones de litros de fueloil espeso (338.000 galones estadounidenses (1.280.000 L) se filtraron del carguero.
Se recuperaron los cadáveres de más de 1.600 aves y 6 nutrias marinas de las playas a lo largo de la costa occidental de la isla Unalaska después del derrame.